# Сеут II
Сеут II (старогрчки: Σεύθης, Seuthes) је био краљ Одриског краљевства у Тракији, који је владао отприлике од 405. до 391. п. н. е. Уз помоћ Грка успео је да присили Тине да признају његову власт, проширивши тако државу на рачун својих ривала.